# Мадхав-рао II
Мадхав-рао II (18 апреля 1774 — 27 октября 1795) — пешва (глава правительства) государства маратхов из семьи Бхат.
Мадхав-рао был посмертным сыном пешвы Нараян-рао, убитого по приказу своего дяди Рагхунатх-рао. Рагхунатх-рао стал после смерти Нараян-рао новым пешвой, однако занимал этот пост недолго: после рождения у вдовы сына Мадхав-рао Нана Фарнавис организовал переворот и, свергнув, Рагхунатх-рао, создал «Совет двенадцати», правивший от имени малолетнего Мадхав-рао.
Оказавшись не в силах вернуть власть самостоятельно, Рагхунатх-рао бежал в Сурат, где 6 марта 1775 года подписал Суратский договор с Британской Ост-Индской компанией, в соответствии с которым обещал отдать остров Салсет и порт Бассейн (перешедшие к маратхам бывшие португальские анклавы, которых британцы давно домогались) в обмен на помощь в захвате престола в Пуне. Началась первая англо-маратхская война, в ходе которой, однако, Рагхунатх-рао не удалось вернуть власть. 17 мая 1782 года был подписан Салбайский договор, по условиям которого англичане получали остров Салсет, но взамен этого обязались выплачивать пенсион своему протеже Рагхунатх-рао, отказывающемуся от претензий на трон.
Мадхав-рао не имел реальной власти, сосредоточившейся в руках «совета двенадцати», и в возрасте 21 года покончил жизнь самоубийством. Так как он не оставил наследника, его смерть вызвала династический кризис.